# Strajane
Strajane (makedonsky: Страјане, albánsky: Strajan) je vesnice v Severní Makedonii. Nachází se v opštině Gostivar v Položském regionu. 

## Demografie
Podle sčítání lidu 2021 žije ve vesnici 54 obyvatel, etnické skupiny jsou: 
- Albánci – 46
- ostatní – 8